# Pommier
Pommier és un municipi francès situat al departament del Pas de Calais i a la regió dels Alts de França. L'any 2007 tenia 232 habitants.

## Demografia

### Població
El 2007 la població de fet de Pommier era de 232 persones. Hi havia 80 famílies de les quals 20 eren unipersonals (8 homes vivint sols i 12 dones vivint soles), 20 parelles sense fills i 40 parelles amb fills.
La població ha evolucionat segons el següent gràfic:
Habitants censats

### Habitatges
El 2007 hi havia 88 habitatges, 82 eren l'habitatge principal de la família, 2 eren segones residències i 4 estaven desocupats. Tots els 88 habitatges eren cases. Dels 82 habitatges principals, 77 estaven ocupats pels seus propietaris i 5 estaven llogats i ocupats pels llogaters; 1 tenia dues cambres, 14 en tenien tres, 22 en tenien quatre i 45 en tenien cinc o més. 58 habitatges disposaven pel capbaix d'una plaça de pàrquing. A 39 habitatges hi havia un automòbil i a 38 n'hi havia dos o més.

### Piràmide de població
La piràmide de població per edats i sexe el 2009 era:
| Homes | Edats   | Dones |
| ----- | ------- | ----- |
| 0     | 95 o +  | 0     |
| 0     | 90 a 94 | 0     |
| 0     | 85 a 89 | 0     |
| 0     | 80 a 84 | 0     |
| 12    | 75 a 79 | 4     |
| 4     | 70 a 74 | 12    |
| 4     | 65 a 69 | 0     |
| 4     | 60 a 64 | 8     |
| 8     | 55 a 59 | 0     |
| 0     | 50 a 54 | 8     |
| 4     | 45 a 49 | 8     |
| 4     | 40 a 44 | 4     |
| 4     | 35 a 39 | 4     |
| 24    | 30 a 34 | 16    |
| 8     | 25 a 29 | 8     |
| 4     | 20 a 24 | 8     |
| 8     | 15 a 19 | 12    |
| 8     | 10 a 14 | 0     |
| 8     | 5 a 9   | 8     |
| 0     | 0 a 4   | 4     |

## Economia
El 2007 la població en edat de treballar era de 138 persones, 96 eren actives i 42 eren inactives. De les 96 persones actives 91 estaven ocupades (52 homes i 39 dones) i 5 estaven aturades (3 homes i 2 dones). De les 42 persones inactives 10 estaven jubilades, 16 estaven estudiant i 16 estaven classificades com a «altres inactius».

### Ingressos
El 2009 a Pommier hi havia 81 unitats fiscals que integraven 232,5 persones, la mediana anual d'ingressos fiscals per persona era de 16.995 €.

### Activitats econòmiques
Dels 4 establiments que hi havia el 2007, 1 era d'una empresa de construcció, 2 d'empreses financeres i 1 d'una empresa classificada com a «altres activitats de serveis».
Dels 2 establiments de servei als particulars que hi havia el 2009, 1 era un guixaire pintor i 1 saló de bellesa.
L'any 2000 a Pommier hi havia 10 explotacions agrícoles que ocupaven un total de 651 hectàrees.

## Equipaments sanitaris i escolars
El 2009 hi havia una escola elemental integrada dins d'un grup escolar amb les comunes properes formant una escola dispersa.

## Poblacions més properes
El següent diagrama mostra les poblacions més properes.